# Bull River (Kootenay River)
Der Bull River ist ein ca. 100 km langer orographisch linker Nebenfluss des Kootenay River im Regional District of East Kootenay im Südosten der kanadischen Provinz British Columbia. 

## Flusslauf
Der Bull River entspringt in den Continental Ranges, einem Gebirgszug der Kanadischen Rocky Mountains, auf einer Höhe von etwa 2030 m. Er fließt anfangs 8 km nach Osten und wendet sich anschließend nach Süden. Er fließt 50 km in südlicher Richtung durch das Gebirge. Auf der restlichen Strecke strömt er in Richtung Südsüdwest. Der Bull River mündet schließlich oberhalb des Lake Koocanusa in den Kootenay River. An der Mündung befindet sich die verlassene Siedlung Bull River. Östlich des Bull River verläuft der Elk River, ebenfalls in südlicher Richtung.

## Hydrologie
Das Einzugsgebiet des Bull River umfasst etwa 1550 km². Der mittlere Abfluss beträgt 10 km oberhalb der Mündung 32,4 m³/s. Während der Schneeschmelze im Mai und Juni führt der Fluss gewöhnlich die größten Wassermengen.

## Flussbauwerke
Der 11,5 km oberhalb der Mündung gelegene Aberfeldie Dam wurde 1922 errichtet und 1953 erneuert. Das etwa einen Kilometer flussabwärts gelegene Kraftwerk wurde 2009 erneuert. Dabei wurde die installierte Leistung von 5 MW auf 24,9 MW erhöht.